# Imagine (pjesma)
Imagine je pjesma koju je napisao i izveo engleski glazbenik John Lennon. To je prva pjesma na njegovom albumu Imagine koji je izdan 1971. godine. 2004. godine časopis Rolling Stone proglasio je pjesmu 3. od 500 najboljih pjesama svih vremena. Ovo je ujedno i jedna od tri Lennonove pjesme, uz Instant Karma! i Give Peace a Chance, koje su se našle na popisu 500 rock'n'roll pjesama koje su ga oblikovale.

## Opis
Pjesma Imagine izdana je kao singl mjesec dana nakon što je izdan album, te je bila na 3. mjestu najpopularnijih u SAD-u. Bila je i na 1. mjestu u Kanadi gdje je ostala na njemu dva tjedna, te isto tako u Australiji, gdje je ostala pet tjedana i gdje je bila Lennonov jedini solo singl broj jedan. Kada je u jednom od svojih zadnjih intervjua upitan o pjesmi, odgovorio je da je ona jednako dobra kao i pjesme koje su nastale tijekom Beatlesa.
Yoko Ono je rekla da je tekst Imagine predstavljao "sve ono u što je John vjerovao - da smo svi jedna zemlja, jedan svijet, jedno čovječanstvo. On je želio to svima poručiti."

### Kontroverze
Pjesma je bila često kritizirana od strane nekih kršćana zbog određenih dijelova teksta na početku i u sredini pjesme - specifično, riječ je o stihovima Imagine there's no heaven, it's easy if you try, no hell below us, above us only sky (...) imagine there's no countries, it isn't hard to do, nothing to kill or die for, and no religion too. U prijevodu to glasi: Zamislite da nema raja, to je lako ako probate, nema pakla ispod nas, iznad nas je samo nebo (...) zamislite da nema zemalja, to nije teško, nijedan razlog za ubiti ili za umrijeti, da, također, nema religije.
Zbog navedenih stihova pjesma su pojedini kršćani proglasili ateističkom, komunističkom, a neki čak i sotonističkom. Međutim, John Lennon je u jednom od intervjua rekao da je navodni antireligiozni stih o "nepostojanju religije" zapravo bio o tome da bi postojao mir u svijetu da se ljudi ne prepiru i ne ratuju zbog religije, a ne da ju uopće nema, kao i da su stihovi o nepostojanju raja i pakla govorili da se ljudi ne trebaju brinuti za sutra već misliti na sadašnjost, zbog čega postoji stih: Imagine all the people living for today - Zamislite sve ljude koji žive za danas.

## Personel
- John Lennon: vokal, glasovir
- Klaus Voormann: bas-gitara
- Alan White: bubnjevi

## U popularnoj kulturi
- Slogan zračne luke John Lennon u Liverpoolu glasi: Iznad nas je samo nebo.
- U filmu Forrest Gump se Forrest i John Lennon pojavljuju u The Dick Cavett Showu gdje raspravljaju o tekstu pjesme Imagine.
- U UK anketi singl Imagine je proglašen drugim najboljim singlom svih vremena, odmah nakon singla Bohemian Rhapsody (Queen).